# 96 Piscium
96 Piscium är en gulvit stjärna som ligger i Fiskarnas stjärnbild.
96 Piscium har visuell magnitud +6,54 och kräver fältkikare för att observeras. Stjärnan befinner sig på ett avstånd av ungefär 245 ljusår.